# Tabija (Sutomore)
Tabija je turska tvrđava iz 19. stoljeća, podignuta 1862. godine na Golom brdu južno od Sutomora, Crna Gora. Zajedno s tvrđavom Haj-nehaj služila je kao obrambeni turski pogranični koridor. Poslije Berlinskog kongresa tvrđava je pripala Austro-Ugarskoj, kao i Haj-nehaj. Riječ tabija potječe iz arapskoga jezika i općenito označava topničku utvrdu ili izvidnicu i sličnog naziva su i nikad dovršena, a 1937. porušena kula na Cetinju, Tablja i tvrđava u Sarajevu, Bijela tabija. Golo brdo, na kojem je tvrđava podignuta odmah je uz more. Prva arheološna istraživanja tvrđave započela su krajem 2016. godine i predvodio ih je mr. Mladen Zagarčanin. Tvrđava je neuređena kao i put do nje.

## Galerija
- Sjeverni zid tvrđave s puškarnicama. Vidi se dio Sutomora i brdo s tvrđavom Haj-nehaj
- Južni zid tvrđave s pogledom na more
- Zidine
- Zidine
- Ruševine
- Sjeverne zidine
- Ostatci kule kružnog oblika
- Puškarnica. Prozori za puške se sužavaju što su bliži vanjskom dijelu zidina i usmjereni su ka dolje
- Glavni ulaz u tvrđavu. Pogled iz tvrđave
- Pogled kroz glavni ulaz
- Pogled na glavni ulaz koji je sa sjeverne strane tvrđave
- Dio zidina
- Ruševine nekadašnjeg vojnog objekta
- Unutrašnjost urušenog objekta
- Sjeverni zid s glavnim ulazom
- Puškarnice
- Puškarnice
- Ruševine zidina